# Tóth János (színigazgató)
Tóth János (Sikátor, 1807 körül – Vác, 1862. április 21.) színész, színigazgató.

## Pályafutása
Már 1836-ban kistársulatokat vezetett, 1839-ben és 1854-ben Esztergomban, 1850-ben Szegeden és Szarvason volt színigazgató. 1856-ban Szegeden, 1860-ban Győrött a Kőszegi Endre által vezetett együttesnek volt a tagja. Színlapadatok nem állnak rendelkezésre, így szerepköre ismeretlen. Halálát tüdőgümőkór okozta 55 éves korában.

## Családja
Felesége Kosztolányi Antónia volt, veje Hidassy Elek, aki 1865. július 13-án Egervárott feleségül vette egyik lányát, a tatai születésű Tóth Ida Erzsébet Karolinát (keresztelés: 1839. február 22.).